# حضارة وادي السند

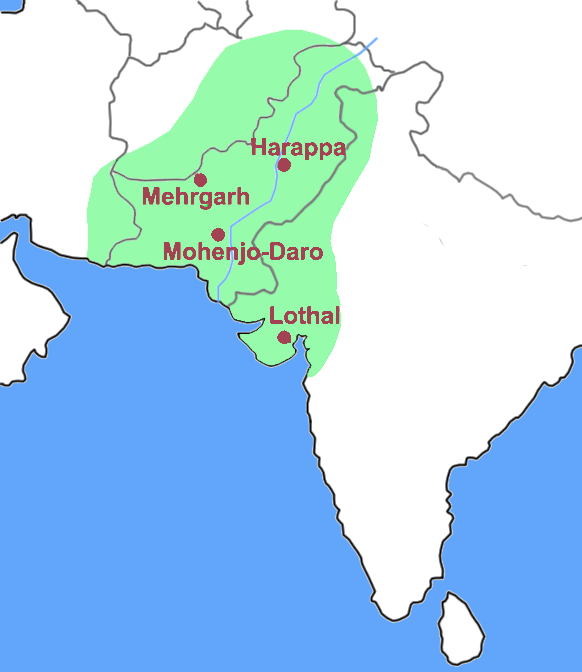
امتداد حضارة وادي السند

ترجع حضارة وادي السند إلى العصر البرونزي في المناطق الشمالية الغربية من جنوب آسيا، واستمر وجودها منذ عام 3300 قبل الميلاد وحتى عام 1300 قبل الميلاد، وبلغت تمام نموها في الفترة بين عام 2600 قبل الميلاد وحتى عام 1900 قبل الميلاد. كانت حضارة وادي السند، بجانب حضارة مصر القديمة وحضارة بلاد الرافدين، واحدة من ثلاث حضارات مبكرة في الشرق الأدنى وجنوب آسيا، وواحدة من الحضارات الثلاث الأكثر انتشارًا، إذ امتد موقعها من شمال شرق أفغانستان، مرورًا بمساحة كبيرة من باكستان، وحتى غرب وشمال غرب الهند. ازدهرت حضارة وادي السند في أحواض نهر السند، الذي يجري ماؤه بامتداد باكستان، وعلى طول شبكة من الأنهار المعمرة، التي تغذيها في أغلب الأحوال الرياح الموسمية، والتي كانت تجري ذات يوم بالقرب من نهر غاغار هاكرا الموسمي في شمال غرب الهند وشرق باكستان.
اشتُهرت مدن الحضارة بتخطيطها الحضري، والبيوت المصنوعة من الطوب الآجوري، ونظم الصرف المتطورة، وشبكات إمداد المياه، وتجمعات المباني غير السكنية الضخمة، والتقنيات الجديدة في الصناعات اليدوية (منتجات العقيق الأحمر، ونحت الأختام) وفي علم الفلزات (النحاس والبرونز والرصاص والقصدير). من المرجح جدًا أن المدن الكبيرة في موهينجو دارو وهارابا قد نمت لتضم ما بين 30,000 إلى 60,000 فرد، وربما تكون الحضارة نفسها خلال ازدهارها قد ضمت ما بين مليون وخمسة ملايين فرد. قد تكون القحولة التدريجية لتربة المنطقة خلال الألفية الثالثة قبل الميلاد هي الحافز الأولي للتوسع الحضري المرتبط بالحضارة، ولكن في نهاية المطاف؛ كانت أيضًا قلة إمدادات المياه سببًا كافيًا لزوال الحضارة، ولتشتيت سكانها شرقًا.
عُرفت حضارة السند أيضًا بحضارة هارابا، وذلك بعد اكتشاف موقع هارابا، وهو أول موقع من المواقع التي استُكشفت في أوائل القرن العشرين فيما كان يُعرف آنذاك بمقاطعة البنجاب في الهند البريطانية، وهي معروفة الآن باسم دولة باكستان. كان اكتشاف هارابا واكتشاف -بعد ذلك بفترة وجيزة- موهينجو دارو تتويجًا للعمل الذي بدأ في عام 1861 بتأسيس المسح الأثري للهند أثناء عهد الراج البريطاني. ورغم ذلك تواجدت في نفس المنطقة مدنيات مبكرة وأخرى لاحقة، عادة ما أُطلق عليها اسم «هارابا المبكرة» و«هارابا المتأخرة»؛ ولهذا السبب، تُدعى حضارة هارابا في بعض الأحيان بحضارة هارابا النامية من أجل تمييزها عن هذه المدنيات الأخرى. بحلول عام 2002، أُعلن عن أكثر من 1000 مدينة ومستوطنة نامية في منطقة هارابا، نُقب منها ما يقل قليلًا عن المئة. رغم ذلك، لا يوجد سوى 5 مواقع حضرية كبرى هي: هارابا وموهينجو دارو (موقع التراث العالمي لليونسكو) ودولافيرا وغانوريوال في صحراء جولستان وراكيغارهي. سبقت زراعة هارابا القديمة قرى زراعية محلية تتبع العصر الحجري الحديث، وكانت سهولها النهرية مأهولة بالسكان.
اللغة الهرابانية غير معتمدة على نحو مباشر، وانتسابها غير مؤكد، لأن الكتابة السندية لم تُفك شفرتها بعد. يحبذ بعض العلماء وجود علاقة مع عائلة اللغات الدرافيدية أو العلامية الدرافيدية.

## التسمية
سُميت حضارة وادي السند على اسم نهر السند؛ الذي عُرفت واكتُشفت في سهوله الرسوبية مواقع الحضارة المبكرة. اتباعًا لتقاليد علم الآثار، يُشار أحيانا إلى الحضارة باسم حضارة هارابا، وذلك بعد اكتشاف موقع هارابا، وهو أول المواقع التي استُكشفت في عشرينيات القرن العشرين؛ ينطبق ذلك، على نحو ملحوظ، على الاستخدام المستعمل في المسح الأثري للهند بعد استقلال الهند في عام 1947.
يستخدم عدد من العلماء مصطلحات «مدنية ساراسواتي»، أو «حضارة ساراسواتي»، أو «حضارة السند ساراسواتي»، أو «حضارة سيندو ساراسواتي»، لأنهم يرون أن نهر غاغار هاكرا هو نفسه نهر ساراسواتي، وهو نهر ذكر عدة مرات في الريجفدا، وهو مجموعة من التراتيل السنسكريتية القديمة أُولفت في الألف الثاني قبل الميلاد. تشير أبحاث جيوفيزيائية حديثة إلى أنه على النقيض من نهر ساراسواتي، الذي كانت أوصافه في نصوص الريجفدا أشبه بنهر يتغذى على الثلج، فإن نهر غاغار هاكرا كان عبارة عن شبكة من الأنهار المعمرة التي تتغذى على الرياح الموسمية، والتي أصبحت موسمية في غضون فترة تتضائلت فيها الحضارة، قبل ما يقرب من أربعة آلاف عام. بالإضافة إلى ذلك، يرى أنصار تسمية ساراسواتي أن هناك صلة بين انحدار حضارة السند وصعود الحضارة الفيدية على السهل الغانجي؛ إلا أن المؤرخين المختصين فيما يخص انحدار حضارة السند النامية يعتبرون هذين العنصرين منفصلين إلى حد كبير.

## الامتداد
كانت حضارة السند، على نحو عام، معاصرة للحضارات النهرية الأخرى في العالم القديم: مصر على امتداد نهر النيل، وبلاد الرافدين؛ حيث الأراضي التي يرويها نهري دجلة والفرات، والصين؛ حيث حوض تصريف النهر الأصفر. بحلول المرحلة النامية، كانت الحضارة قد انتشرت على مساحة أكبر من المناطق الأخرى، إذ غطى مركزها نحو 1500 كيلومتر (900 ميل) بامتداد السطح الرسوبي لنهر السند وروافده. بالإضافة إلى ذلك، توجد مناطق بها نباتات وحيوانات ومواطن مختلفة تصل مساحتها إلى عشرة أضعاف؛ وقد شكلها نهر السند ثقافيًا واقتصاديًا.
في حدود عام 6500 سنة قبل الميلاد، ظهرت الزراعة في إقليم بلوشستان على حدود الأرض الطينية لنهر السند. في الألفية التي تلت ذلك، وجدت الحياة المستقرة طريقها في سهول السند، مهدت الطريق لنمو المستوطنات البشرية الريفية والحضرية. وأدت الحياة المستقرة الأكثر تنظيمًا بدورها إلى زيادة صافية في معدل المواليد. من المرجح جدًا، نمو المراكز الحضرية الكبيرة في موهينجو دارو وهارابا لتضم ما بين 30,000 إلى 60,000 نسمة، وخلال ازدهار الحضارة، ازداد عدد سكان شبه القارة إلى ما بين 4 و 6 ملايين نسمة. ارتفع معدل الوفيات أيضًا خلال هذه الفترة، لأن الظروف المعيشية ذات القرب بين البشر والحيوانات المستأنسة أدت إلى زيادة في الأمراض المعدية. بحسب أحد التقديرات، يتراوح عدد سكان حضارة السند في ذروتها بين مليون وخمسة ملايين نسمة.
امتدت حضارة وادي السند من إقليم بلوشستان الباكستاني في الغرب إلى ولاية أتر برديش في غرب الهند في الشرق، ومن شمال شرق أفغانستان في الشمال إلى ولاية كجرات الهندية في الجنوب. يوجد أكبر عدد من المواقع بالهند في ولايات كجرات، وهاريانا، والبنجاب، وراجستان، وأتر برديش، وجامو وكشمير؛ وفي باكستان في مقاطعات السند، والبنجاب، وبلوشستان. امتدت المستوطنات الساحلية من سوتكاغان دور في غرب بلوشستان إلى لوتهال في كجرات. عُثر على موقع لحضارة وادي السند على نهر جيحون في شورتوغاي في شمال أفغانستان، وفي وادي نهر غومال في شمال غرب باكستان، وفي ماندا، جامو على نهر بيس قرب جامو في الهند، وفي ألامغيربور على نهر هندون، على بعد 28 كيلومترًا (17 ميلًا) فقط من مدينة دلهي. يُعد موقع دايمباد في ماهاراشترا الموقع الجنوبي الأكثر حضارة في حضارة وادي السند. وُجدت مواقع وادي السند في أغلب الأحيان على الأنهار، وأيضًا على الساحل القديم، على سبيل المثال بالاكوت، وعلى الجزر؛ على سبيل المثال، دولافيرا.

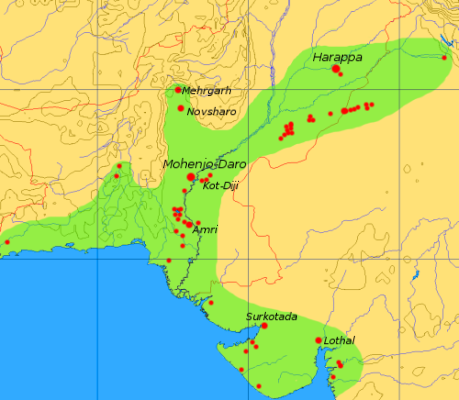

## تطور حضارة وادي السند
تطورت هذه الحضارة بواسطة جماعات كانت تمارس الزراعة والرعي، وعملت بعضها مع بعض بالتجارة. وفي حوالي عام 2500 ق.م، أصبحت هذه الجماعات أَكثر اتحادًا من حيث الثقافة، وبدأت بناء مدن خُططت بصورة دقيقة في بعض الأماكن. ونمت بمرور الوقت حضارة وادي السند لتشمل معظم ما يُسمَّى اليوم باكستان وأجزاء مما يعرف اليوم بأفغانستان، وشمال غربي الهند. وكان قلب تلك الحضارة الوادي التاسع الذي كانت تغمره مياه فيضان نهري السند وهاكرا، أما نهر هاكرا، وقد عُرف أيضًا باسم نهر غاغار وساراسفاتي، فقد جفَّت مياهه الآن. وكانت مياه ذلك النهر تنساب إلى جهة الشرق من نهر السند وبمحاذاته، في المناطق التي تُعرف حاليًا بالهند والباكستان. وقد طورت تلك الحضارة نظامًا معياريًا للأوزان والمقاييس، ونظام الكتابة التصويرية وهو النظام الذي يعتمد على رسومات بسيطة تمثل الكلمات.
وفي أوائل القرن التاسع عشر، أدرك العلماء البريطانيون أن الناس في تلك المنطقة اكتشفوا أعمالاً فنية قديمة مطمورة تحت رَوَأبٍ ترابية ضخمة. ولكن لم يبدأ علماء الآثار الحفريات في تلك المناطق إلا في العشرينيات من القرن العشرين، ومن ثم اكتشفوا أنها احتوت على بقايا مدن شُيدت أثناء حضارة لم تكن معروفة من قبل. وتم العثور على المئات من مواقع تلك الآثار.

## ثقافة وادي السند
خطط الناس الذين عاشوا فترة حضارة وادي السند لبناء المدن بدقة شديدة. وتم تشييد المباني على منصات من الطوب المصنوع من الطين وكانت تلك المنصات تحمي المباني من الفيضانات الموسمية. وشُيدت المنازل بالطوب المجفف بحرارة الشمس.
وكان أغلب المنازل مكونًا من طابقين، كما كان لمعظمها مناطق للاستحمام مُدت بالمياه من بئر عامة مجاورة، أو من بئر محفورة في المنزل. وبالنسبة للمجتمعات الكبيرة، كان كل منزل موصولاً بنظام صرف متقن يمتد على نطاق المدينة بأسرها. وشملت المنشآت الأخرى مباني كبيرة استُخدمت لخزن الحبوب ولأغراض أخرى.
ومارس أهل حضارة وادي السند التجارة بعضهم مع بعض على نطاق واسع. وتاجر سكان المدن مع جيرانهم من الجماعات الزراعية، ومع الجماعات التي سكنت في مناطق بعيدة، ومارست عمليات التعدين. وربما كانت البضائع التي تم الاتجار بها تشمل القطن، والأَخشاب، والحبوب، والحيوانات. أما فيما يتعلق بالمواصلات فقد استخدم الناس حيوانات الحمل، والمراكب النهرية، والمركبات التي تجرها الثيران. وتاجر أهل حضارة وادي السند كذلك مع أهل حضارات أخرى، بما في ذلك حضارات في أواسط آسيا، وبلاد ما بين النهرين، وعلى طول الخليج العربي.
وأنتج حرفيو حضارة وادي السند مجموعة منوعة من الأشياء المفيدة والزخرفية. واستخدموا النحاس، والبرونز، لصناعة الآلات، والمرايا، والجرار، والمقالي، واستُخدمت العظام والصدف والعاج لصناعة الحلي والأدوات وقطع الألعاب وغيرها من تطعيم الأثاثات.

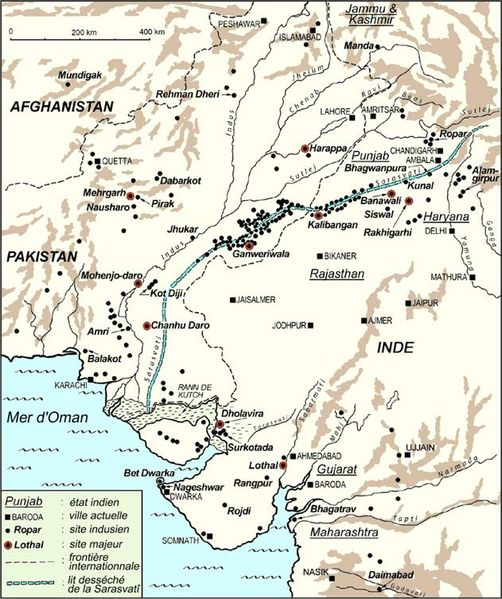
خريطة انتشار مواقع حضارة وادي السند

كما نحت حرفيو حضارة وادي السند الأواني المنزلية وصنعوا الحُلِي من الفضة والذهب، كما صنعوها من الحجارة والخزف. وصنع نحاتو حضارة وادي السند أشكال الحيوانات والناس، من الطين وربما كان ذلك لأغراض تتعلق بالطقوس الدينية. وكما صنعوا تماثيل صغيرة من الأحجار الجيرية التي ربما كانت ممِّثلة للآلهة أو لأشخاص مُهمِّين.
وشملت الأشياء الأكثر غرابة التي وُجدت في مواقع مناطق حضارة وادي السند أختامًا مربعة الأشكال منحوتة من الأحجار، وعليها كتابة بالصور البسيطة ورسومات للحيوانات. كما وُجدت كتابات بالصور على الفخار وغيره من الأشياء التي صنعها حرفيو حضارة وادي السند. وعلى كل حال، فإن العلماء لم يستطيعوا فك رموز معنى الكتابات التي عثروا عليها. وكان أهل حضارة وادي السند يدفنون موتاهم في أغلب الأحيان في توابيت خشبية مع الأواني الفخارية والأوعية الأُخرى.

## اكتشاف الآثار وتاريخها
تعد أولى الروايات الحديثة عن أنقاض الحضارة الإندونيسية هي تلك التي رواها تشارلز ميسون، وهو مرتد من جيش شركة الهند الشرقية. سافر ميسون في عام 1829 في أنحاء ولاية بنجاب الأميرية، وجمع معلومات استخبارية مفيدة للشركة مقابل وعد بالعفو. كان أحد جوانب الاتفاق عبارة عن مطلب إضافي بتسليم أي قطع أثرية تاريخية يجدها أثناء رحلاته. اختار ميسون الذي كان ضليعًا في الكلاسيكيات، خاصة الحملات العسكرية للإسكندر الأكبر، بعضًا من البلدان نفسها التي كانت بارزة في حملات الإسكندر في رحلاته، والتي أشار مؤرخو الحملة إلى مواقعها الأثرية. كان أكبر اكتشاف أثري لميسون في البنجاب هو هارابا، وهي مدينة من حضارة السند في وادي رافد السند، نهر رافي. كتب ميسون ملاحظات وتوضيحات وفيرة عن القطع الأثرية التاريخية الغنية في هارابا، والتي كان العديد منها مدفونًا نصف دفن. ضمن ميسون في عام 1842 ملاحظاته عن هارابا في كتاب سرد رحلات متنوعة في بلوشستان، وأفغانستان والبنجاب. وحدد أن تاريخ بقايا الهارابا يعود إلى فترةٍ من التاريخ المدون، منسوبةٍ خطأً إلى وقت مبكر من حملة الإسكندر. أُعجب ميسون بالحجم الاستثنائي للموقع وبعدة تلال كبيرة تشكلت نتيجة الحت على مدى طويل.
تعاقدت الشركة بعد عامين مع ألكسندر بيرنيز للإبحار في السند من أجل تقييم جدوى سفر جيشها في الماء. لاحظ بيرنيز، الذي توقف أيضًا في هارابا، الطوب الأحمر (القرميد) المستخدم في أبنية الموقع القديمة، لكنه لاحظ أيضًا النهب العشوائي له من السكان المحليين.
تعرضت هارابا بعد ضم بريطانيا للبنجاب بين عامي 1848-1849، للهجوم بشكل أكثر خطورة بسبب قرميدها على الرغم من ورود هذه التقارير. تم تصويب العديد منها لتصبح حصى سكك للسكك الحديدية الموجودة في البنجاب. تم تدعيم نحو 160 كم (100 ميل) من مسار السكك الحديدية بين مولتان ولاهور، التي وضعت في منتصف خمسينيات القرن التاسع عشر، بقرميد من هارابا.
في عام 1986، بعد ثلاثة أعوام من حل شركة الهند الشرقية وتأسيس حكم التاج في الهند، أصبح علم الآثار في شبه القارة أكثر تنظيمًا بصورة رسمية، مع تأسيس هيئة المسح الأثري للهند (إيه إس آي). كان ألكسندر كانينغام، أول مدير عام للمسح، وزار هارابا في عام 1853 ولاحظ جدران القرميد الفخمة، وزارها مجددًا للقيام بمسح، لكن المسح هذه المرة كان لموقع تدمرت طبقته العليا بالكامل في تلك الأثناء. نشر كونينغام اكتشافاته في سنة 1875، على الرغم من أن هدفه الأساسي المتمثل في إظهار هارابا على أنها مدينة بوذية مفقودة، ورد ذكرها في رحلات الزائر الصيني شون شانغ في القرن السابع ميلادي، لم يتحقق. فسر للمرة الأولى أحد أختام طوابع هارابا، بكتاباته غير المعروفة، واستنتج أنها من أصل أجنبي عن الهند.
تأخر العمل الأثري في الهند بعد ذلك، حتى سن نائب الملك الجديد في الهند، لورد كورزون، قانون الحفاظ على الآثار القديمة لعام 1904، وعين جون مارشال لإدارة هيئة المسح الأثري. ذكر هيراناند ساستري، التي كان قد عينه مارشال من أجل مسح هارابا، في تقرير له بعد عدة سنوات أن أصولها ليست بوذية، وأنها ضمنيًا أقدم من ذلك. أمر مارشال عالم الآثار التابع للهيئة دايا رام ساهي بالتنقيب في كلتا التلتين الموجودتين في الموقع، بموجب قانون هيئة المسح الأثري وفي عام 1895 تم العثور على ختم مصري في وادي السند ويقول الكاتب لورانس وادل ان الختم يعود إلى فترة الاسرات وان المصريين استعمرو وادي السند.

جذب موقع موهينجو-دارو في أقصى الجنوب الانتباه، على ضفاف نهر السند في مقاطعة السند، حيث أنه لم يتدمر بشكل كبير. فوض مارشال سلسلة متوالية من ضباط هيئة المسح الأثرية لمسح الموقع. كان من بينهم دي. آر. بهاندراكار (1911)، وآر. دي. بانرجي (1919، 1922-1923) وإم. إس. فاتس (1924). كتب بانرجي إلى مارشال حول الموقع، خلال زيارته الثانية في عام 1923، مفترضًا أن أصول الموقع تعود إلى «العصور القديمة»، وأشار إلى توافق بعض قطعه الأثرية مع تلك الموجودة في هارابا. لاحقًا في عام 1923، لاحظ فاتس، في مراسلة مع مارشال، الأمر نفسه بشكل أكثر دقة فيما يتعلق بالأختام والنصوص الموجودة في كلا الموقعين. طلب مارشال بناءً على أهمية هذين الرأيين إحضار البيانات المهمة من الموقعين إلى مكان واحد، ودعا بانيرجي وساهني كي ينضما إلى النقاش. بحلول عام 1924، اقتنع مارشال بأهمية الاكتشافات، وأصدر في تاريخ 24 سبتمبر عام 1924 إيعازًا غير نهائي لكن عامًا وواضحًا في صحيفة أخبار لندن المصورة قال فيه:
«لم تُمنح لعلماء الآثار الفرصة ذاتها التي منحت لهاينريش شليمان في تيرنز وموكناي، أو لستاين في صحراء تركستان، للإضاءة على الحضارات المنسية منذ زمن طويل. لكن يبدو كما لو أننا في الوقت الحالي، على أعتاب اكتشاف مشابه في سهول السند».
أشار عالم الآشوريات أرشيبالد سايس في العدد التالي من الصحيفة، أي بعد أسبوع، إلى أختام مشابهة جدًا وجدت في مراحل من العصر البرونزي في ميسوبوتاميا وإيران، مما أعطى أول مؤشر قوي عن تاريخها؛ تبع ذلك تأكيدات من علماء الآثار الآخرين. بدأت الحفريات المنهجية في موهينجو-دارو في عامي 1924-1925، مع تلك التي بدأها كي إن ديكشيت، واستمرت مع حفريات إتش. هارغريفز (1925-1926) وإرنست جي أتش ماكاي (1927-1931). بحلول عام 1931، تم تنقيب جزء كبير من موهينجو-دارو، لكن الحفريات استمرت من حين لآخر، كتلك التي قادها مورتيمر ويلر، المدير العام الجديد لهيئة المسح الأثري، الذي تم تعيينه في عام 1944، وشارك فيها أحمد حسن داني.
عندما وقعت معظم المواقع التي تم تنقيبها في حضارة وادي السند في الأراضي الممنوحة لباكستان، تنقيب أقل من مئة منها، بشكل أساسي في المنطقة العامة لنهري السند وشاغار-هاكرا وروافدهما؛ بعد تقسيم الهند في عام 1947، أجرت هيئة المسح الأثري في الهند، التي انخفض نطاق مناطق سلطتها، عددًا كبيرًا من المسوحات والحفريات على طول طريق نهر شاغار-هاكرا في الهند. تكهن البعض بأنه من الممكن أن يكون قد ظهر على طريق نهر شاغار-هاكرا مواقع أكثر من حوض نهر السند. بحلول عام 2002، تم الإبلاغ عن أكثر من 1000 مدينة ومستوطنة مدروسة في هارابا، تم من ناحية ثانية، يوجد خمسة من المواقع الحضرية الرئيسية فقط وهي: هارابا، وموهينجو-دارو، ودولافيرا، وغانيريوالا ووراخيجاري. تم وفقًا لأحد المؤرخين الإبلاغ عن ما يقارب 616 موقع في الهند، في حين تم الإبلاغ عن 406 موقع في باكستان. من ناحية أخرى، وفقًا لعالمة الآثار شيرين راتناغار، فإن العديد من مواقع شاغار-هاكرا هي في الواقع هي مواقع للثقافة المحلية؛ توضح بعض المواقع ارتباطها بحضارة هارابا، لكن القليل منها تطور بالكامل عن مواقع من حضارة هارابا. علاوة على ذلك، فإن نحو 90% من الأختام الكتابية في السند والأشياء المنقوشة المكتشفة وجدت في مواقع في باكستان على طول نهر السند، بينما تمثل المواقع الأخرى العشرة بالمئة المتبقية فقط.
على عكس الهند، التي حاولت هيئة المسح الأثري فيها بعد عام 1947 إضفاء الطابع الهندي على العمل الأثري بما يتماشى مع أهداف الأمة الجديدة، والمتمثلة بالوحدة الوطنية والاستمرارية التاريخية، كان الواجب الوطني في باكستان هو تعزيز الإرث الإسلامي، وبالتالي تُرك العمل الأثري في المواقع القديمة لعلماء الآثار الأجانب. أشرف مورتيمر ويلر، مدير هيئة المسح الأثري منذ عام 1944، على إنشاء المؤسسات الاثرية في باكستان بعد التقسيم، وانضم لاحقًا إلى جهود اليونيسكو المكلفة بالحفاظ على الموقع في موهينجو-دارو. تضمنت الجهود الدولية الأخرى في موهينجو-دارو وهارابا مشروع بحث آخن الألماني عن موهينجو-دارو، والبعثة الإيطالية إلى موهينجو-دارو ومشروع البحث الأثري الأمريكي عن هارابا (هارب) الذي أسسه جورج إف. دالس. بعد فيضان مفاجئ كشف صدفةً عن جزء من موقع أثري عند سفح ممر بولان في بالوشيستان، أجرى عالم الآثار الفرنسي جان-فرانسوا جاريج وفريقه حفريات في ميهرغارة في بداية سبعينيات القرن العشرين.

## روابط خارجية
- الموسوعة العربية العالمية
- حضارة الهارابا
- الحضارات الأولى في الهند، برنار سيرجان